# Fléac-sur-Seugne
 Fléac-sur-Seugne  es una población y comuna francesa, situada en la región de Poitou-Charentes, departamento de Charente Marítimo, en el distrito de Saintes y cantón de Pons.

## Demografía
| 370 | 356 | 310 | 295 | 340 | 319 |
| Para los censos de 1962 a 1999 la población legal corresponde a la población sin duplicidades (Fuente: INSEE [Consultar]) |     |     |     |     |     |